# Herr Jesu Christ, wahr' Mensch und Gott
Herr Jesu Christ, wahr' Mensch und Gott (Seigneur Jésus-Christ, vrai homme et vrai Dieu), BWV 127, est une cantate religieuse de Johann Sebastian Bach composée à Leipzig en 1725.

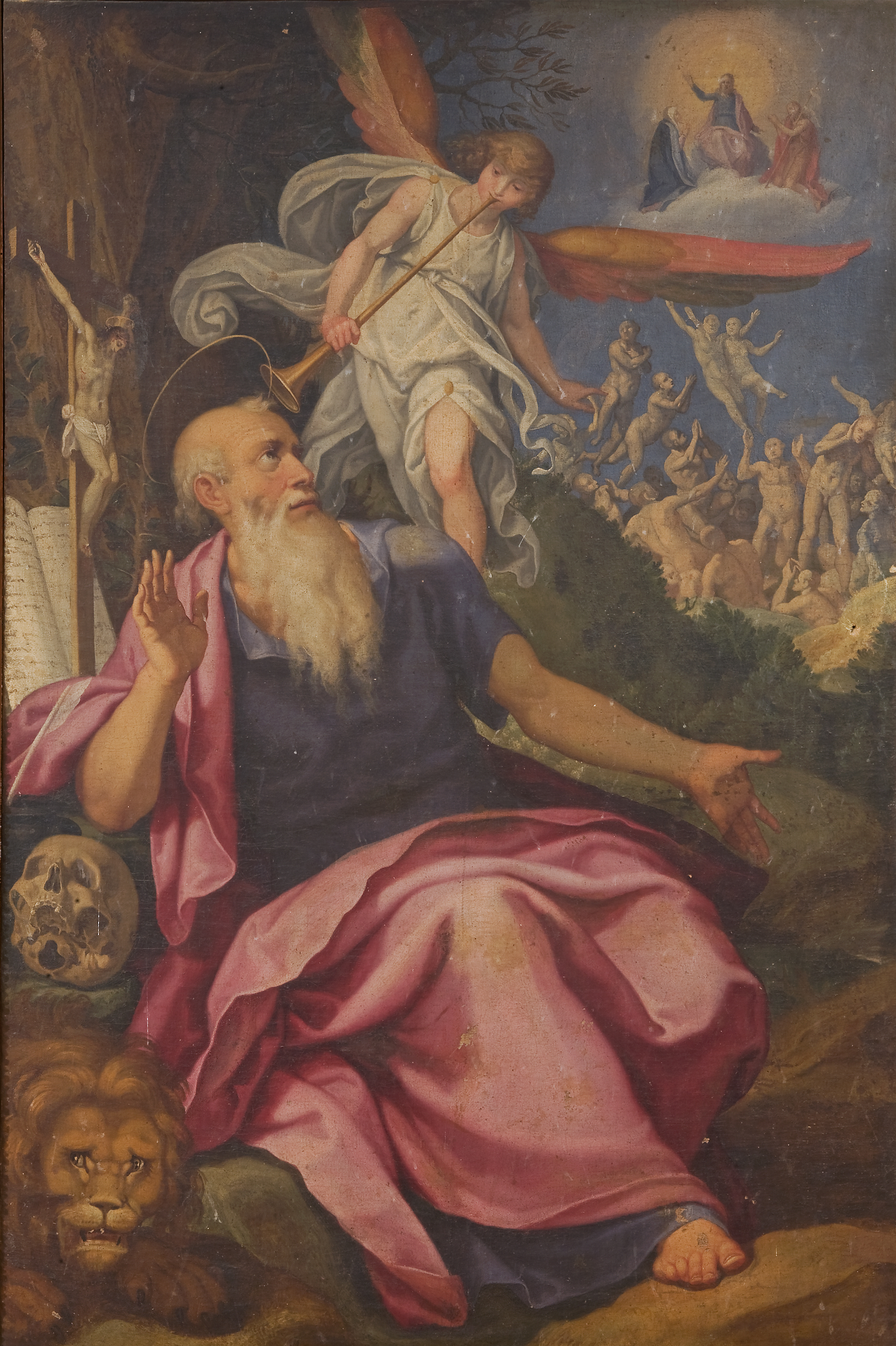
« Saint-Jérôme et la trompette du jugement dernier », peinture à l'huile de Pasquale Catti, c. 1600.

Le thème du choral est repris du psaume « Befiehl du deine Wege ». Ce chant a été composé à l'origine par Hans Leo Hassler en imitation de la chanson d'amour profane « Mein G’müt ist mir verwirret von einer Jungfrau zart », imprimée en 1601.

## Histoire et livret

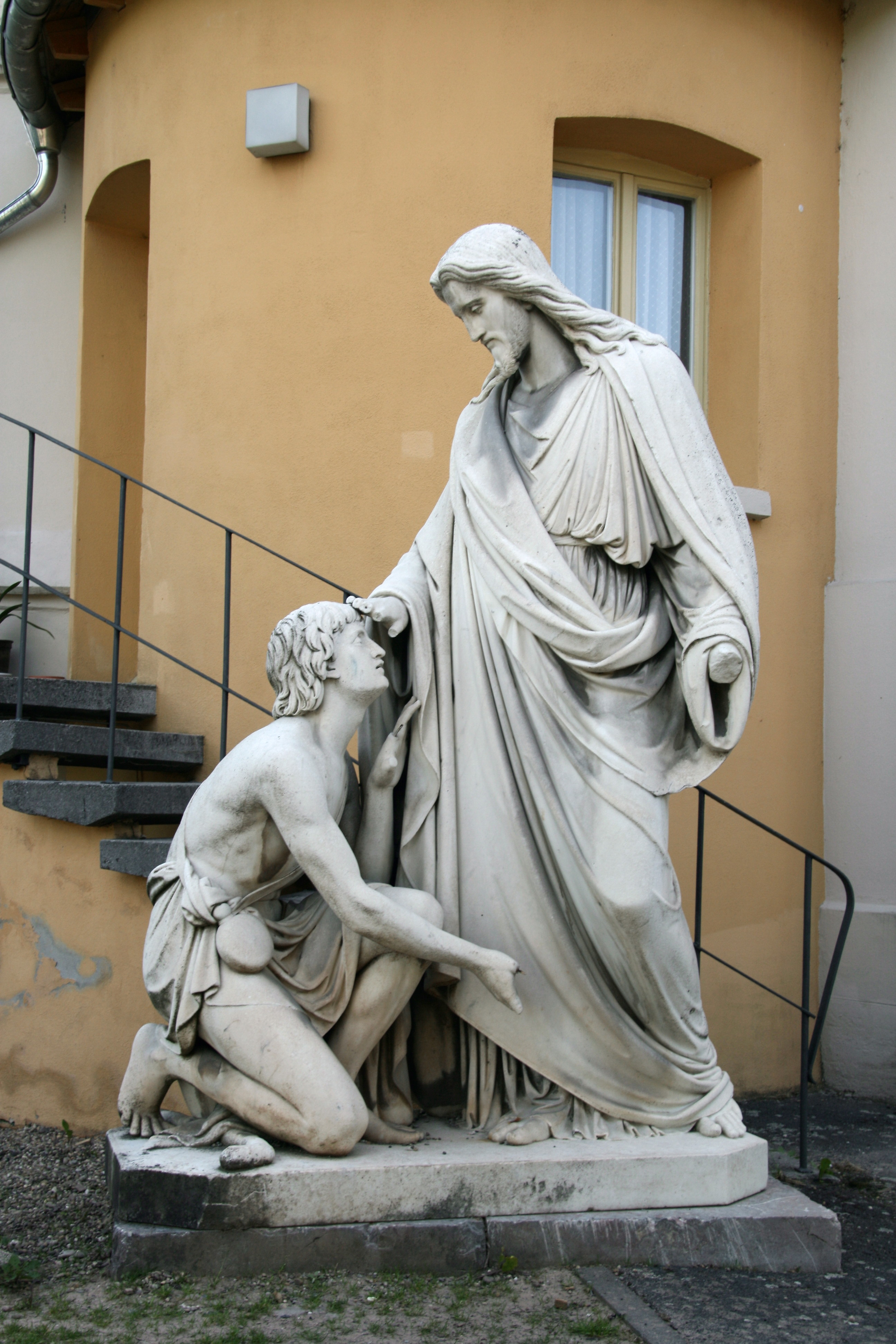
Sculpture « Jésus guérissant l’aveugle Bartimée » de Johann Heinrich Stöver, 1861. Église Saint-Jean, Erbach, Rheingau, Hesse, Allemagne

Bach compose cette cantate chorale durant sa deuxième année à Leipzig pour le Estomihi. Ce dimanche, également appelé « quinquagésime », est le dernier dimanche avant carême, quand Leipzig observe le tempus clausum et qu'aucune cantate n'est jouée,. Pour cette destination liturgique, trois autres cantates ont franchi le seuil de la postérité : les BWV 22, 23 et 159. En 1723, Bach a probablement dirigé deux cantates à Leipzig ce dimanche, Du wahrer Gott und Davids Sohn, (BWV 23), écrite précédemment à Köthen, et Jesus nahm zu sich die Zwölfe, (BWV 22), toutes deux morceaux de démonstration pour se présenter au poste de Thomaskantor à Leipzig.
Les lectures prescrites pour ce dimanche sont tirées de la première épître aux Corinthiens, « éloge de l'amour » (13 : 1–13) et de l'évangile selon Luc, la guérison de l'aveugle près de Jéricho (18 : 31–43). L'évangile annonce aussi la Passion du Christ. Le texte des premier et dernier mouvements est basé sur le chant funèbre en huit strophes de Paul Eber (1562). L'hymne s'accorde avec l'évangile, soulignant autant la Passion que la demande de l'aveugle dans la dernière ligne de la première strophe : « Du wollst mir Sünder gnädig sein » (« Aie pitié de moi qui suis un pécheur »). Plus loin, le chant voit le chemin de Jésus à Jérusalem comme un modèle pour le chemin du croyant à sa fin dans le salut. Un librettiste inconnu (probablement Christian Friedrich Henrici (Picander) a gardé les première et dernière strophes et paraphrasé les strophes intermédiaires en une succession de récitatifs et d'arias. Les deuxième et troisième strophes sont transformées en un récitatif, la quatrième strophe en une aria, la cinquième strophe à nouveau en un récitatif et les sixième et septième strophe en une autre aria.
Bach dirige la cantate le 11 février 1725 pour la première fois.

## Structure et composition
La cantate est écrite pour trompette, hautbois, deux flûtes, deux violons, alto et basse continue, deux solistes vocaux (ténor, basse) et chœur en quatre parties.
Il y a six mouvements:
1. chœur : Herr Jesu Christ, wahr' Mensch und Gott
2. récitatif (ténor) : Wenn alles sich zur letzten Zeit entsetzet
3. aria (soprano) : Die Seele ruht in Jesu Händen
4. récitatif (basse) : Wenn einstens die Posaunen schallen
5. aria (basse) : Fürwahr, fürwahr, euch sage ich
6. chœur : Ach Herr, vergib all unser Schuld

## Musique
Le choral d'ouverture est structuré par une longue introduction et des intermèdes. Ces parties jouent sur un motif concertant issu de la première ligne du choral, mais ont aussi un cantus firmus tiré du choral « Christe, du Lamm Gottes », d'abord joué par les cordes puis par les hautbois et les flûtes à becs. Bach a plus tard utilisé ce choral, l'Agnus Dei luthérien, comme cantus firmus dans le chœur d'ouverture de sa Passion selon saint Matthieu. Sa demande, « erbarm dich unser » (aie pitié de nous), correspond à la demande de l'aveugle. Un troisième choral est cité de façon répétée dans le continuo, « O Haupt voll Blut und Wunden ». Christoph Wolff observe que l’œuvre suivante que dirige Bach est la seconde version de sa Passion selon Saint Jean, dans laquelle il remplace les mouvements d'ouverture et de clôture de la première version par une musique basée sur les chorals « O Mensch bewein dein Sünde groß » qui deviendra le dernier mouvement de la première partie de la passion selon Saint Matthieu, et de nouveau « Christe, du Lamm Gottes ».
Bach a choisi une instrumentation rare pour la première aria dans laquelle le hautbois joue une mélodie soutenue par de brefs accords des flûtes à bec et où les « Sterbeglocken » (cloches funèbres) de la section centrale sont représentées par des pizzicati des cordes. Le quatrième mouvement illustre le jour du jugement. Les trompettes font leur entrée sur le texte « Wenn einstens die Posaunen schallen » (quand résonnent un jour les trompettes). Ce mouvement inhabituel combine le récitatif accompagnato avec une aria, opposant la fin du monde à la sécurité des croyants, exprimée par les mots et la musique du choral. John Eliot Gardiner décrit ce mouvement comme « une vaste évocation du jugement dernier... dans laquelle se déchaîne l'enfer à la façon concitato (excitée) de Monteverdi ». Il le compare au « saisissant double chœur « Sind Blitze, sind Donner in Wolken verschwunden » de la passion selon Saint Matthieu ».
Le choral final est disposé en quarte parties attentives aux détails du texte, tel que le mouvement des voix basses sur le « auch unser Glaub stets wacker sei » (que notre foi reste vaillante) et les harmonie colorées de la dernière ligne « bis wir einschlafen seliglich » (jusqu'à ce que nous nos endormions apaisés).

## Source
- (en) Cet article est partiellement ou en totalité issu de l’article de Wikipédia en anglais intitulé « Herr Jesu Christ, wahr' Mensch und Gott, BWV 127 » (voir la liste des auteurs).